# Сарамакканский язык
Сарамакканский язык (нидерл. Saramaccaans, сарамак. Saamáka , англ. Saramaccan, рус. дореф. Сарамакски языкъ) — один из креольских языков Суринама, язык народности сарамакка.

## История
Сарамакканский развился из пиджина или более ранней формы креольского языка первой волны беглых чернокожих рабов, укрывшихся в суринамской сельве. Начало становления сарамакканского относят к 1651 году и связывают с прибытием с Барбадоса экспедиции лорда Френсиса Уиллоуби Пархема (англ. Lord Francis Willoughby of Parham), основавшего первое постоянное поселение европейских колонистов на территории современного Суринама. Ф.Уиллоуби привёз с собой в район колонизации (низовья реки Суринам) значительное количество рабов африканского происхождения. Возможно, что рабы начали убегать непосредственно после создания первых плантаций. Немалая часть рабов из этой первой волны родились в Африке.
После изгнания голландцев из Бразилии в 1654 году часть португалоязычных евреев со своими рабами переехала в Суринам, так как в нидерландских владениях к ним относились более терпимо. То, что это произошло на раннем этапе формирования суринамских креольских языков, объясняет присутствие в лексике португальского элемента.
В 1778 году был составлен сарамакканско-немецкий словарь (нем. Wörterbuch Saramakkans – Deutsch немецкого гернгутера Христиана Людвига Шуманна (нем. Christian Ludwig Schumann) (1749—1794). Как и многие гернгутеры, он считал креольские языки самостоятельными и полноценными.